# Pete Carroll
Peter Clay "Pete" Carroll , född 15 september 1951, är en tränare i amerikansk fotboll, sedan 2010 i Seattle Seahawks.